# Tagliato
Tagliato è un termine utilizzato in araldica per indicare una partizione diagonale dall'alto a sinistra, in basso a destra e come le altre partizioni può farsi con qualunque linea di contorno.
Nella blasonatura è indicato per primo il triangolo superiore. Se la linea di partizione si incurva verso l'angolo superiore destro il tagliato è detto centrato o curvo.
Ognuna delle due parti in cui risulta diviso l'elemento contiene, abitualmente, un nuovo elemento araldico completo che viene aggiustato all'interno del triangolo che lo racchiude. Quando, invece, l'elemento araldico contenuto in ognuno dei due triangoli appare come una semplice porzione di uno stemma originale di cui ne manchi la metà, si usa frequentemente il termine semitagliato, come nello stemma del comune francese di Saint-Just riportato tra gli esempi.

Semitagliato: nel 1º d'azzurro, a tre gigli d'oro, alla bordura spinata cucita di rosso; nel 2º inquartato d'oro e di verde, alla burella ondata d'azzurro attraversante sulla partizione del troncato (Saint-Just, Francia)
Banda tagliata di verde e d'oro
Tagliato d'argento e d'azzurro nella rappresentazione monocromatica
Tagliato d'argento e d'azzurro